# Planctolpium peninsulae
Planctolpium peninsulae är en spindeldjursart som beskrevs av William B. Muchmore 1979. Planctolpium peninsulae ingår i släktet Planctolpium och familjen Olpiidae. Inga underarter finns listade i Catalogue of Life.